# Le Premier Jour (roman)
 (janvier 2025).
Si vous disposez d'ouvrages ou d'articles de référence ou si vous connaissez des sites web de qualité traitant du thème abordé ici, merci de compléter l'article en donnant les références utiles à sa vérifiabilité et en les liant à la section « Notes et références ».
Pour les articles homonymes, voir Le Premier Jour.
Le Premier Jour est le 9e roman de Marc Lévy sorti en juin 2009 aux éditions Robert Laffont. La suite est le roman La Première Nuit.

## Résumé
Un astrophysicien et une archéologue trouvent dans un volcan éteint un étrange objet qui va révolutionner l’histoire de la naissance du monde et remettre en question les origines de l’Homme sur terre.
Une archéologue, Keira, partie à la recherche du premier homme dans la vallée de l'Omo (une rivière éthiopienne) reçoit en cadeau d’un jeune Éthiopien, un pendentif fait dans une matière étrange. Le bijou diffuse une carte astronomique des premiers temps quand il est frappé par un éclair.
Une association secrète et internationale convoite cependant le bijou et ce qu’il signifie. La jeune femme retrouve alors Adrian, un ex-amant qui, peu à peu, entre dans le jeu de la quête; Adrian, astrophysicien anglais qui revient tout juste d’une mission de trois ans au Chili, cherche, lui, le secret de la formation de notre Univers.
L’image diffusée par le bijou dans des circonstances particulières suggère que d’autres exemplaires sont disséminés à la surface du globe. Les héros du récit débutent alors une recherche de ces autres exemplaires.
Cependant, l’organisation secrète est à leur poursuite. Au cours de leur enquête, ils découvrent que notre Univers pourrait bien être né d’un autre Univers et que de même l’humanité pourrait bien ne pas avoir son origine sur cette planète. L’organisation les traque à travers le monde.